# Rodrigo Rodríguez (Fußballspieler, 1995)
Rodrigo Rodríguez, vollständiger Name Rodrigo Gabriel Rodríguez Dubovich, (* 25. November 1995 in Paysandú) ist ein uruguayischer Fußballspieler.

## Karriere

### Verein
Der 1,85 Meter große Torhüter Rodríguez steht mindestens seit der Spielzeit 2011/12 in Reihen des uruguayischen Hauptstadtklubs Liverpool Montevideo. Mehrfach war er dort Mitglied des Spieltagsaufgebots der Erstligamannschaft. Zum Einsatz kam er aber zunächst nicht. Er debütierte schließlich am 16. Mai 2015 beim 0:0-Unentschieden im Auswärtsspiel gegen Miramar Misiones in der Segunda División, als er von Trainer Alejandro Apud in die Startelf beordert wurde. Bis zum Saisonende, an dem sein Klub in die Primera División aufstieg, lief er in insgesamt drei Zweitligaspielen auf. In der Saison 2015/16 bestritt er eine Erstligabegegnung. Zudem kam er in fünf Partien der Copa Libertadores U-20 2016 zum Einsatz, die sein Verein nach der 0:1-Finalniederlage gegen den FC São Paulo als Zweitplatzierter beendete.

### Nationalmannschaft
Rodríguez nahm im März 2014 am Lehrgang der uruguayischen U-20-Nationalmannschaft teil. Sein Debüt in der U-20 feierte er spätestens am 17. April 2014 unter Trainer Fabián Coito mit einem Startelfeinsatz beim 1:1-Unentschieden im Freundschaftsländerspiel gegen die chilenische Auswahl.

### Erfolge
- Zweiter der Copa Libertadores Sub-20: 2016